# Portugisisk gitarr
Portugisisk gitarr är en variant av akustisk gitarr med vissa drag av mandolin. Instrumentet används främst i folkmusikstilen fado och instrumentets dubblerade metallsträngar ger en karakteristisk metallisk klang.